# Leopold Conradi

Leopold Conradi, um 1820

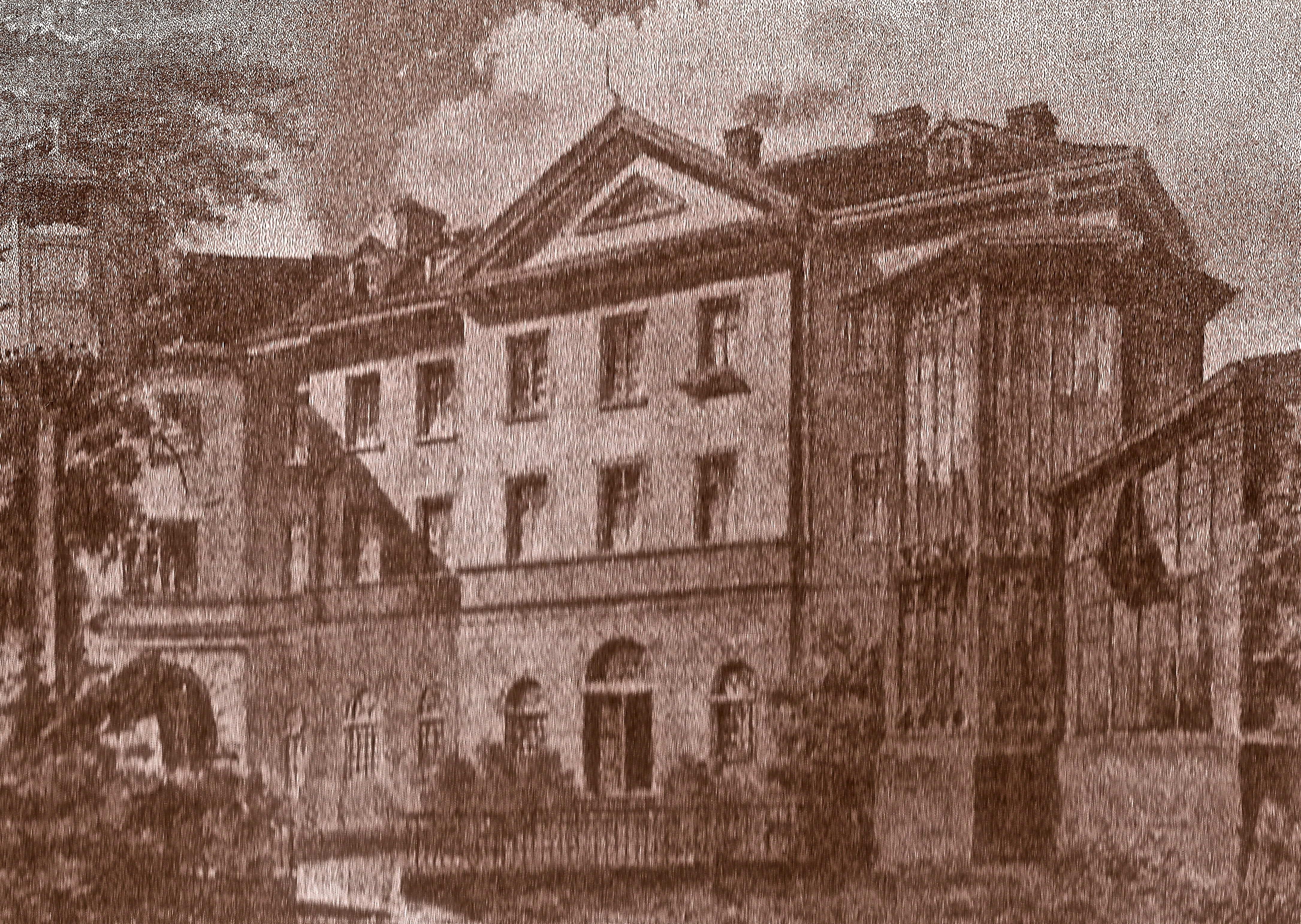
Das ehemalige Palais Conradi in der Stuttgarter Schloßstraße, Gartenseite mit Gewächshäusern

Johann Nepomuk Leopold Friedrich Conradi (* 13. November 1776 in Obergimpern; † 14. Februar 1839 in Stuttgart) war ein Württemberger Großbürger und Kaufmann. Er war Geschäftsführer des Handelshauses Carl Feuerlein. Stammsitz des Unternehmens war das Palais Conradi in der Schloßstraße in Stuttgart.

## Leben und Familie

Der Schwager Carl Willibald Feuerlein

Leopold Conradi war ein Sohn des kurpfälzischen Hofkammer-Renovators Friedrich Albert Conradi in Bretten (1742–1786) und der Sophie Christine Sibylle Hochstetter aus Gochsheim (1749–1805).
Leopold Conradi übernahm im Jahr 1798 die Geschäftsführung der ersten Indigohandlung des Südwestens, im Herzogtum Württemberg, von seinem früh verstorbenen Schwager Carl Willibald Feuerlein (1770–1808), dem Gründer des Handelshauses Carl Feuerlein in Stuttgart.
Am 19. November 1804 vermählte sich Leopold Conradi mit Wilhelmine Auguste Luise Feuerlein (* 26. Mai 1780 in Stuttgart; † 6. Juli 1861 in Stuttgart).

### Verwandtschaft der Ehefrau

Die Mutter der Ehefrau: Auguste Feuerlein

Luise Feuerlein ist eine Tochter des Regierungsrates Carl Friedrich Feuerlein (* 5. März 1730 in Mömpelgard; † 15. März 1808 in Stuttgart) und seiner Ehefrau Auguste Elisabeth Franziska Johanna Feuerlein, geborene Fischer (* 18. Dezember 1747 in Stuttgart; † 11. Februar 1823 in Stuttgart).
Luises Mutter Auguste Feuerlein war vermutlich eine illegitime Tochter des Herzogs Carl Eugen von Württemberg sowie mütterlicherseits eine Enkelin von Sigmund Castenbauer (1677–1763), Hofmusikus und „Instrumenten-Verwalter“ der Württembergischen Hofkapelle Stuttgart, und seiner Ehefrau Maria Barbara Scheiner (1683–1757).
Unter Luise Conradis Geschwistern befindet sich der ehemalige Stuttgarter Oberbürgermeisters Willibald Feuerlein. Über ihre Schwestern Sophie, Emilie und Eleonore ist Luise verschwägert mit Christian Gottfried Elben, dem Gründer und Herausgeber des Schwäbischen Merkurs, und dem Landtagsabgeordneten Ferdinand von Pistorius.

### Kinder

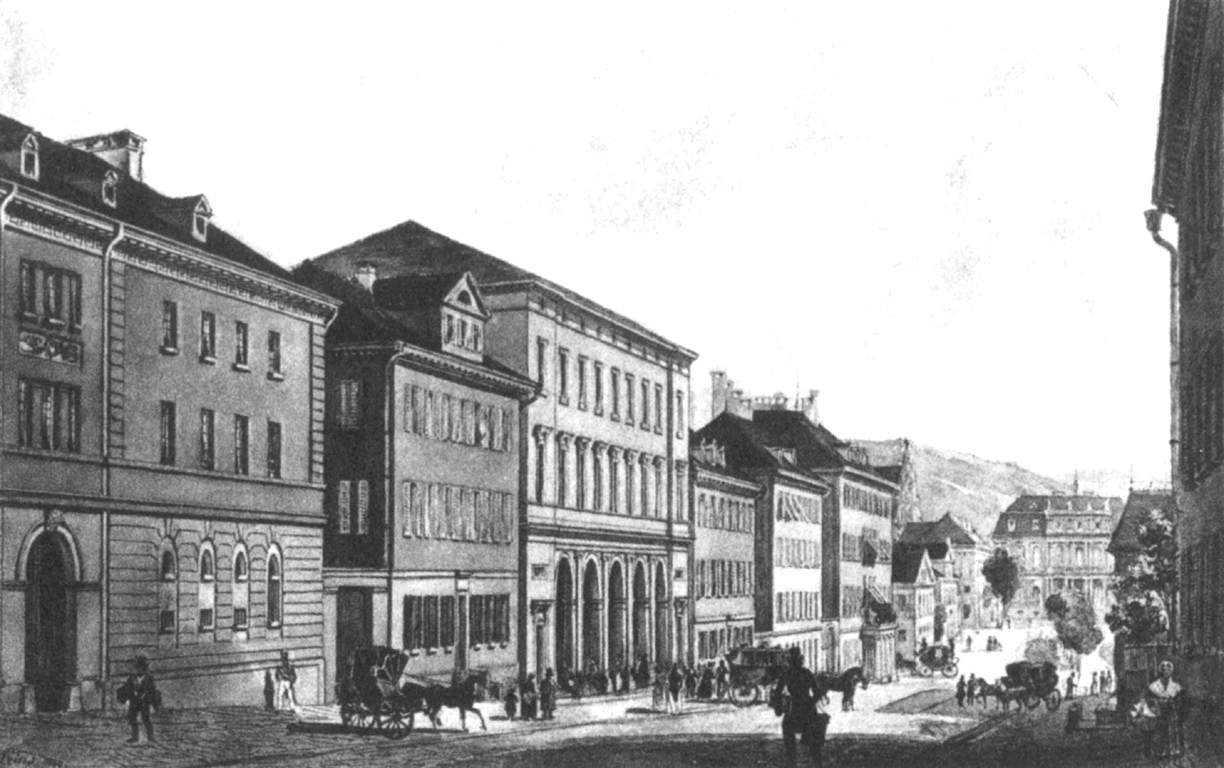
Das erste, 1847 erbaute Gebäude des Stuttgarter Bahnhofs mit Arkaden am Eingang in der Schloßstraße, um 1850. Links außen das ehemalige Palais Conradi.

Familienwappen

In der Ehe von Leopold und Luise Conradi kamen zwölf Kinder zur Welt:
- 1. Luise Auguste Leopoldine (* 24. August 1805 in Stuttgart;[6] † 3. Januar 1890 ebenda) ⚭ Emil Elben

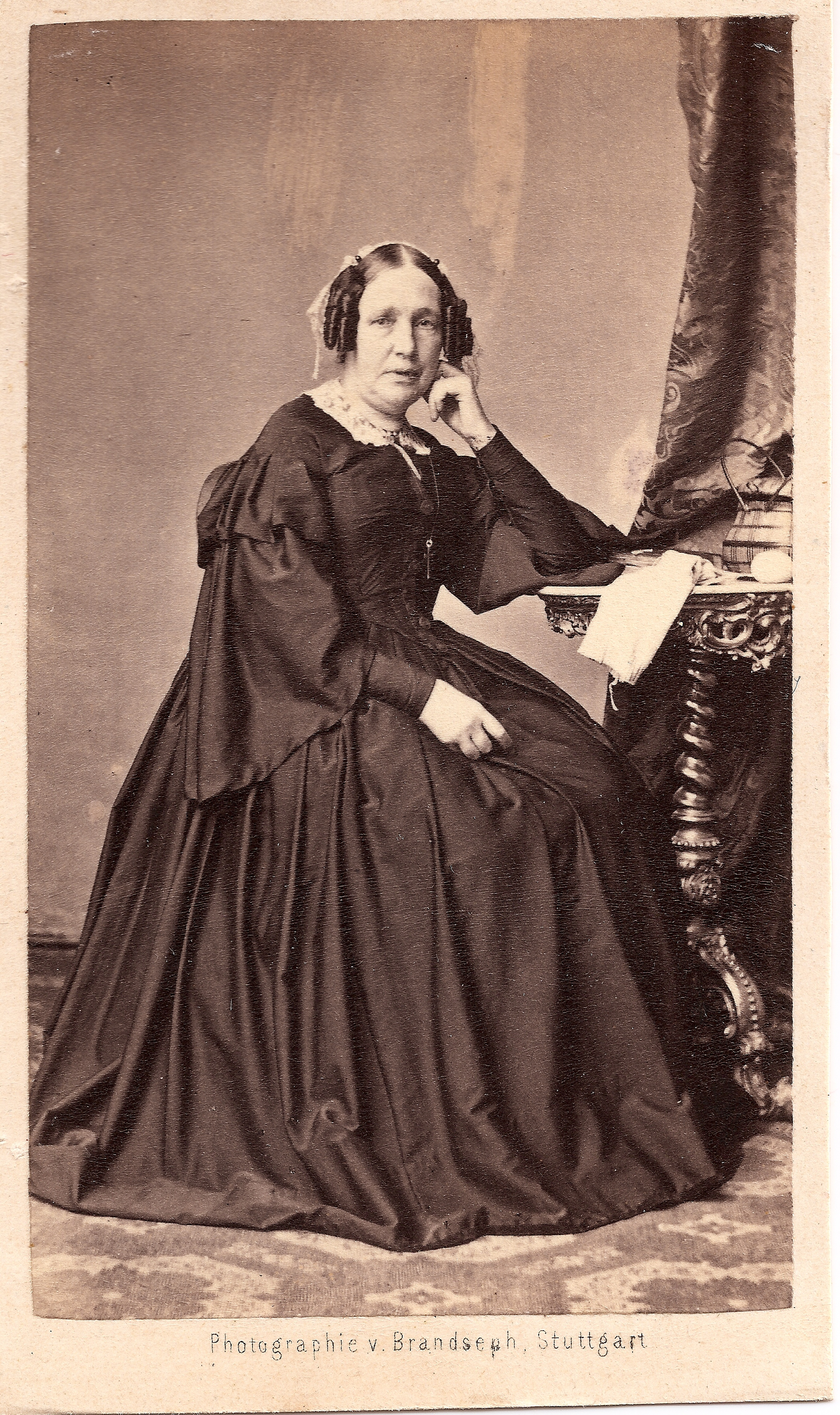
Luise Conradi
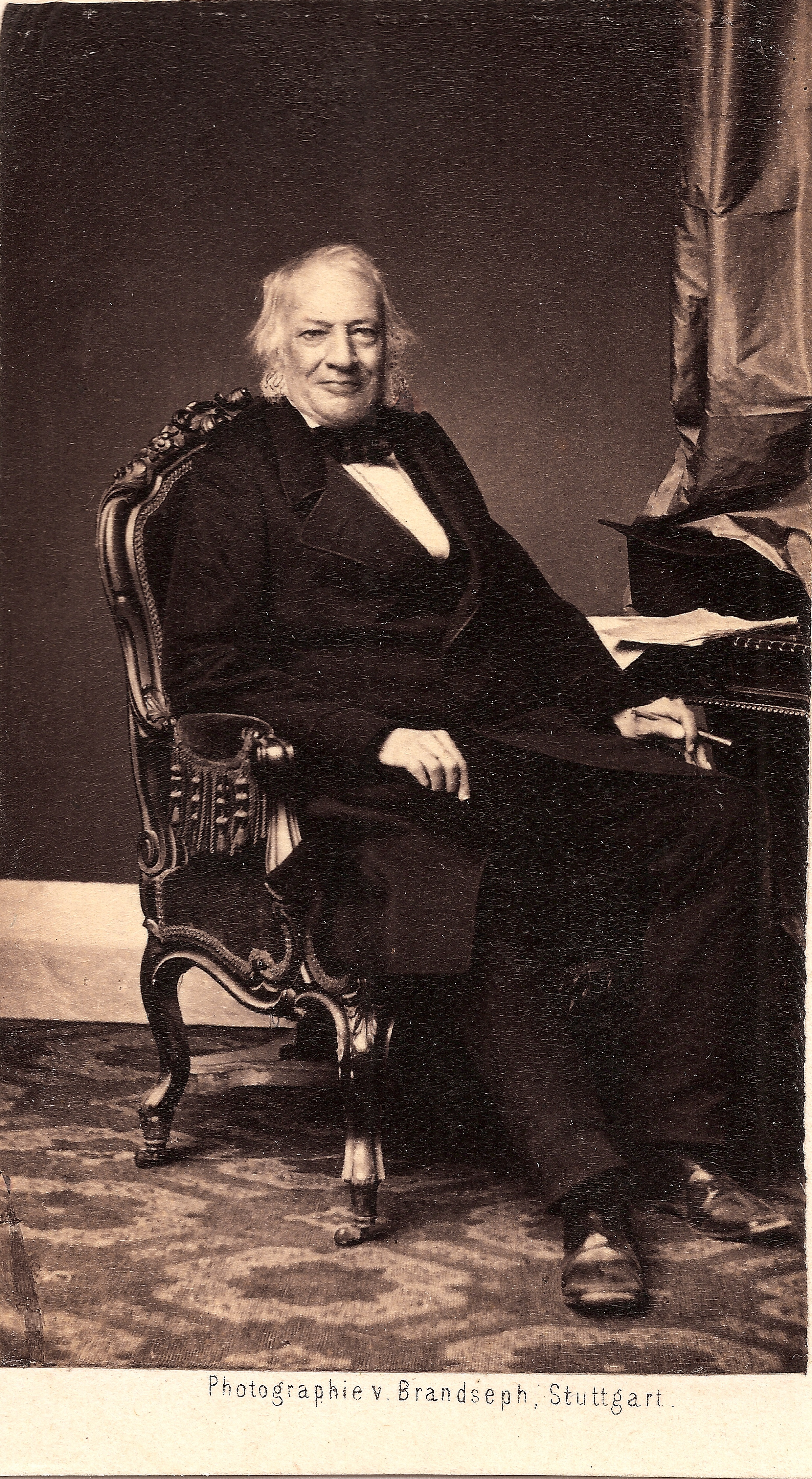
Emil Elben

- 2. Auguste Wilhelmine (* 8. November 1806 in Stuttgart; † 15. September 1858 ebenda) ⚭ Georg Ludwig Hartmann, Kaufmann in Heidenheim und Stuttgart

- 3. Marie Christiane Dorothea (* 4. Januar 1808 in Stuttgart; † 15. Juni 1839 in Grüntal) ⚭ Christian Immanuel Friedrich Klemm, Pfarrer in Grüntal und Eberdingen

- 4. Pauline (* 14. Februar 1809 in Stuttgart; † 30. November 1884 ebenda) ⚭ Georg Emil Schott, Gerichtsnotar in Neckarsulm und Puppillenrat in Ellwangen

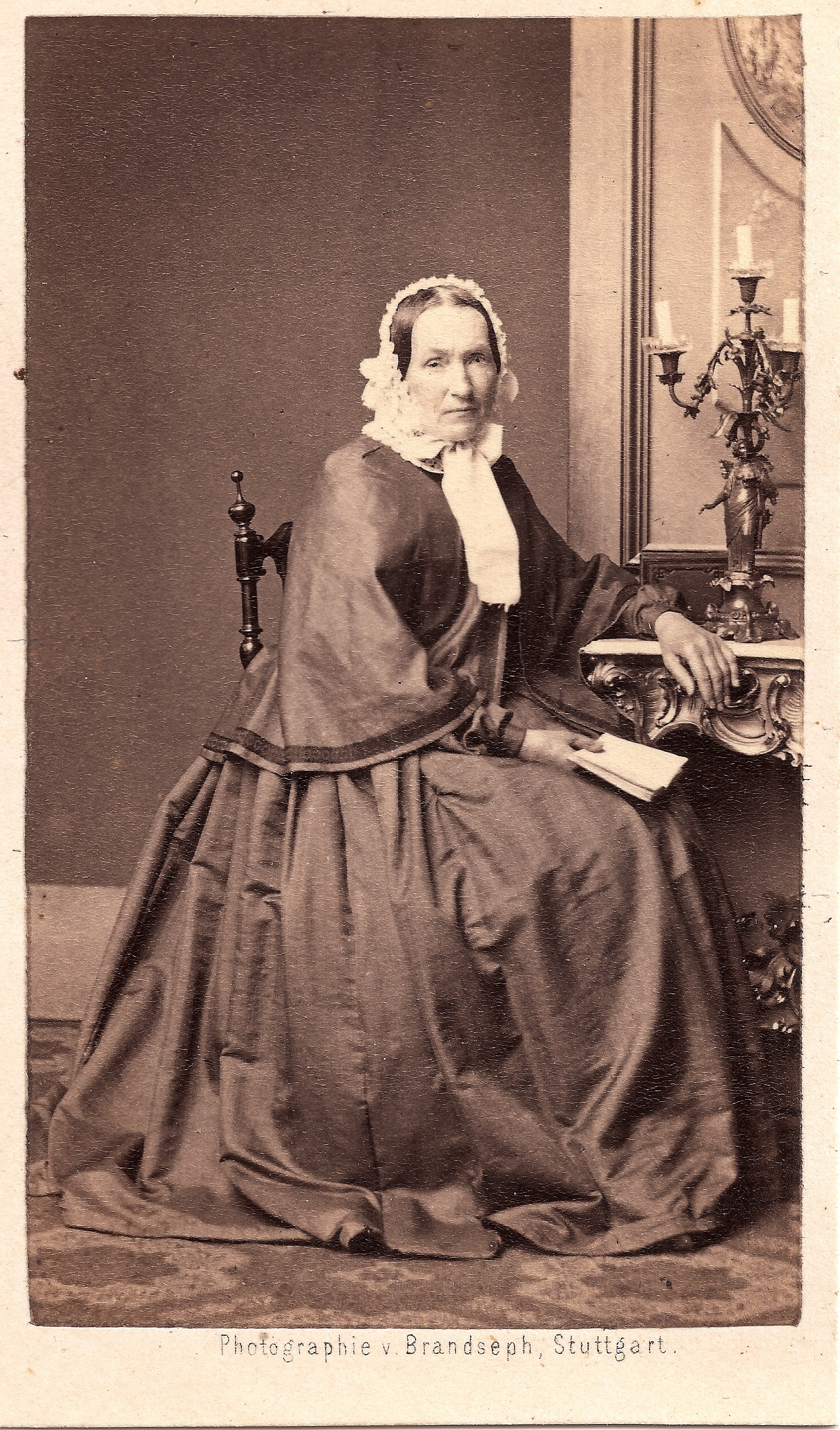
Pauline Conradi
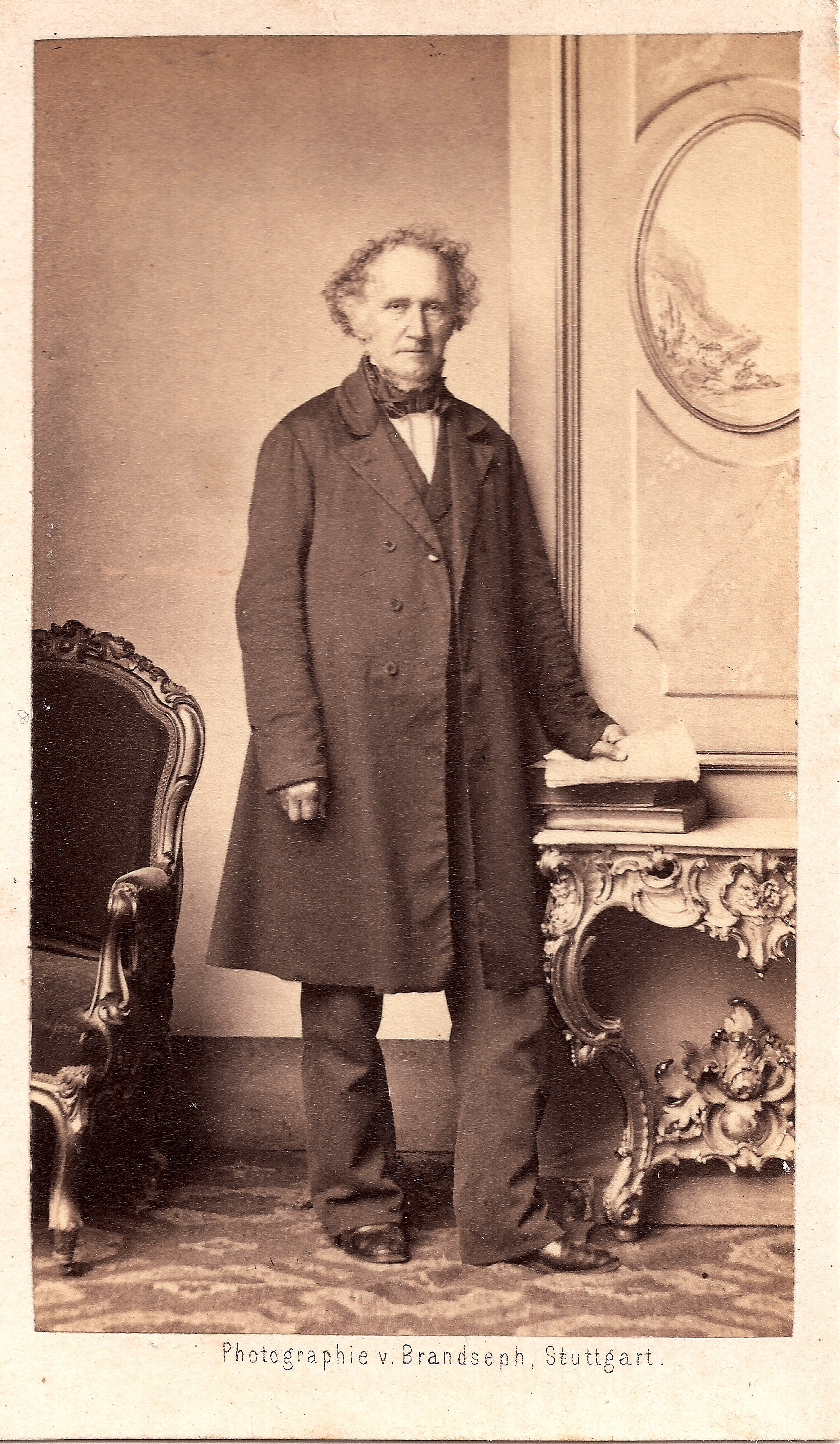
Emil Schott

- 5. Leopold Friedrich Carl Albert (* 24. Mai 1810 in Stuttgart; † 3. April 1861 in Aichach) ⚭ Friederike Gaiser, Tochter des Schullehrers Gaiser aus Dettingen

- 6. Theophanie (* 12. Juni 1811 in Stuttgart; † 4. August 1891 in Stuttgart) ⚭ Carl Friedrich Haug, Theologe und habilitierter Historiker Hauptschriftleiter der Zeitung „Schwäbischer Merkur“

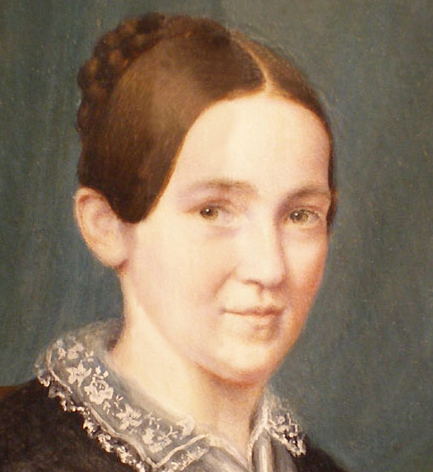
Theophanie Conradi
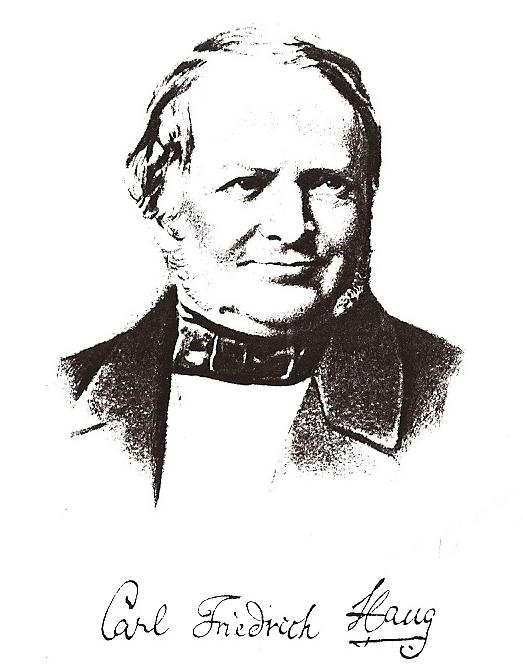
Carl Friedrich Haug

- 7. Emilie (* 19. September 1812 in Stuttgart; † 27. Januar 1880 in Nagold) ⚭ Gottlieb Heinrich Zeller, promovierter Pharmazeut und Apotheker in Nagold

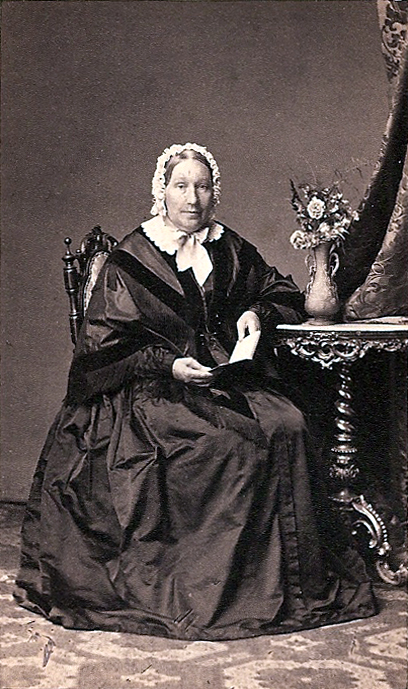
Emilie Conradi
Gottlieb Heinrich Zeller

- 8. Carl Arthur (* 19. November 1813 in Stuttgart; † 23. Januar 1868 in Stuttgart), Großbürger und Kaufmann in Stuttgart ⚭ Emilie Auguste Friederike Roser

Arthur Conradi
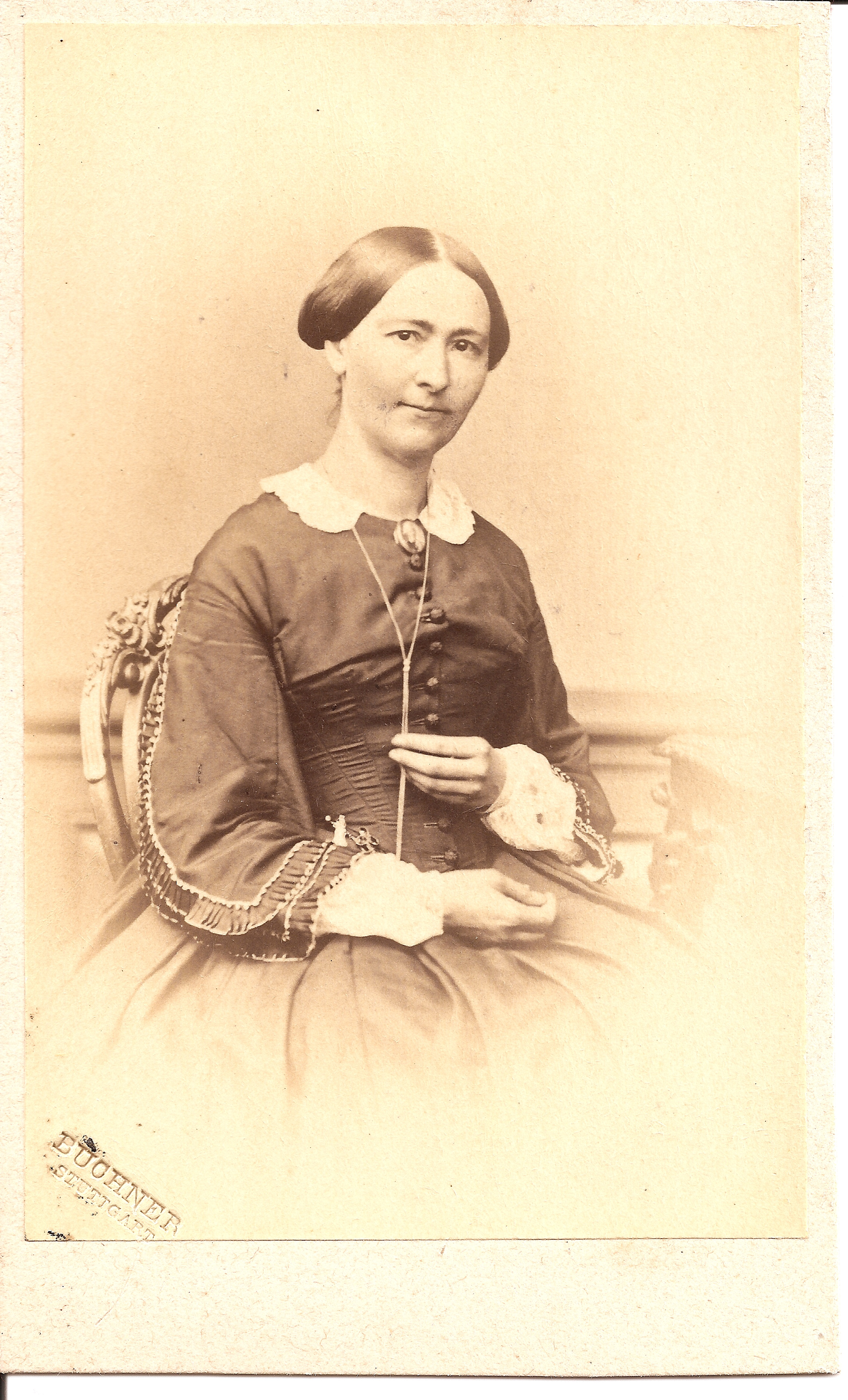
Emilie Roser

- 9. Gustav Adolf (* 28. Mai 1815 in Stuttgart; † 26. April 1871 ebenda) ⚭ Marie Anna Caroline Grieser, Tochter des Professor Grieser aus München

- 10. Elise Auguste Emilie (* 23. Juli 1816 in Stuttgart; † 22. November 1871 in Stuttgart) ⚭ Johannes Mährlen, Historiker und Ökonom

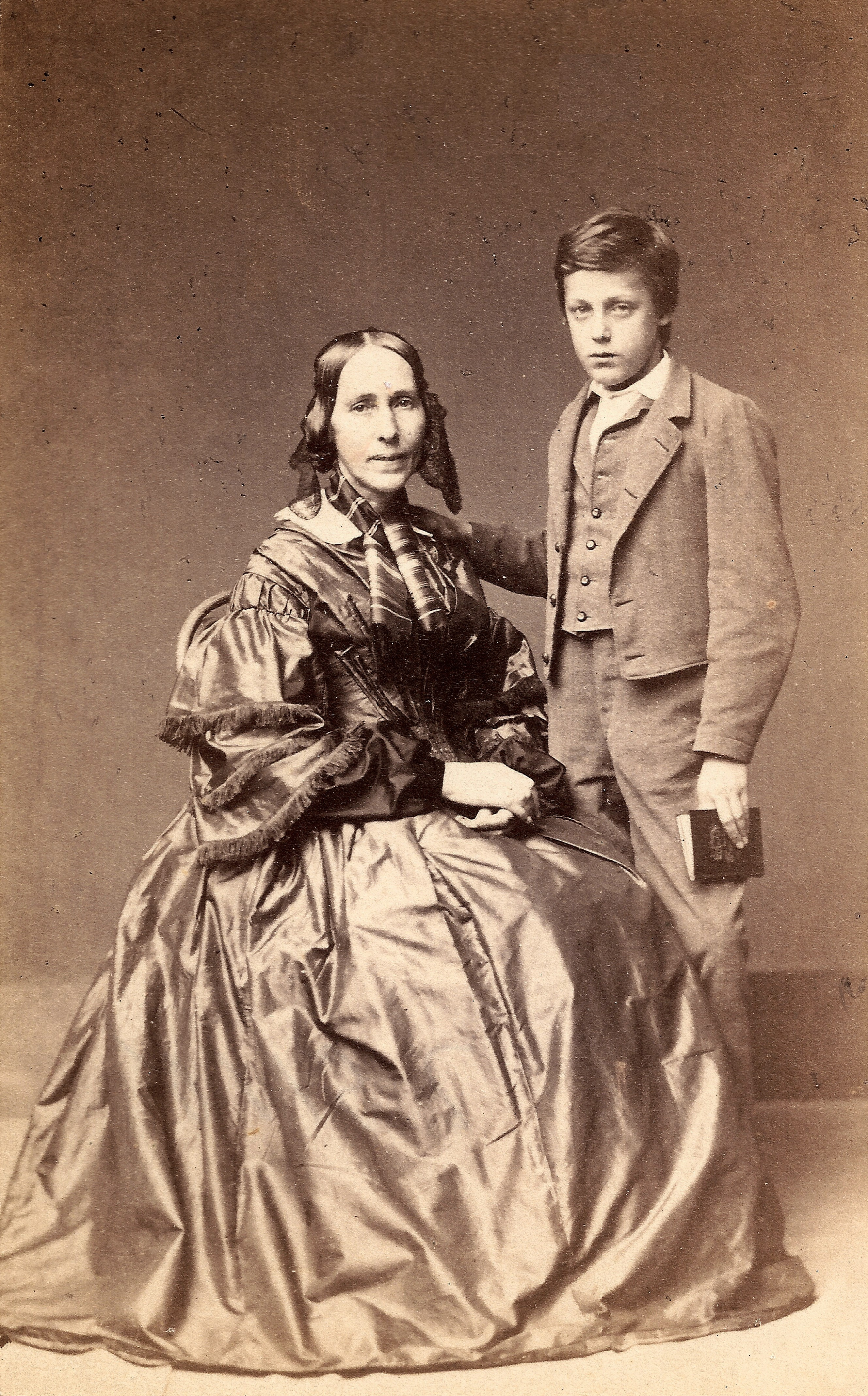
Elise Conradi
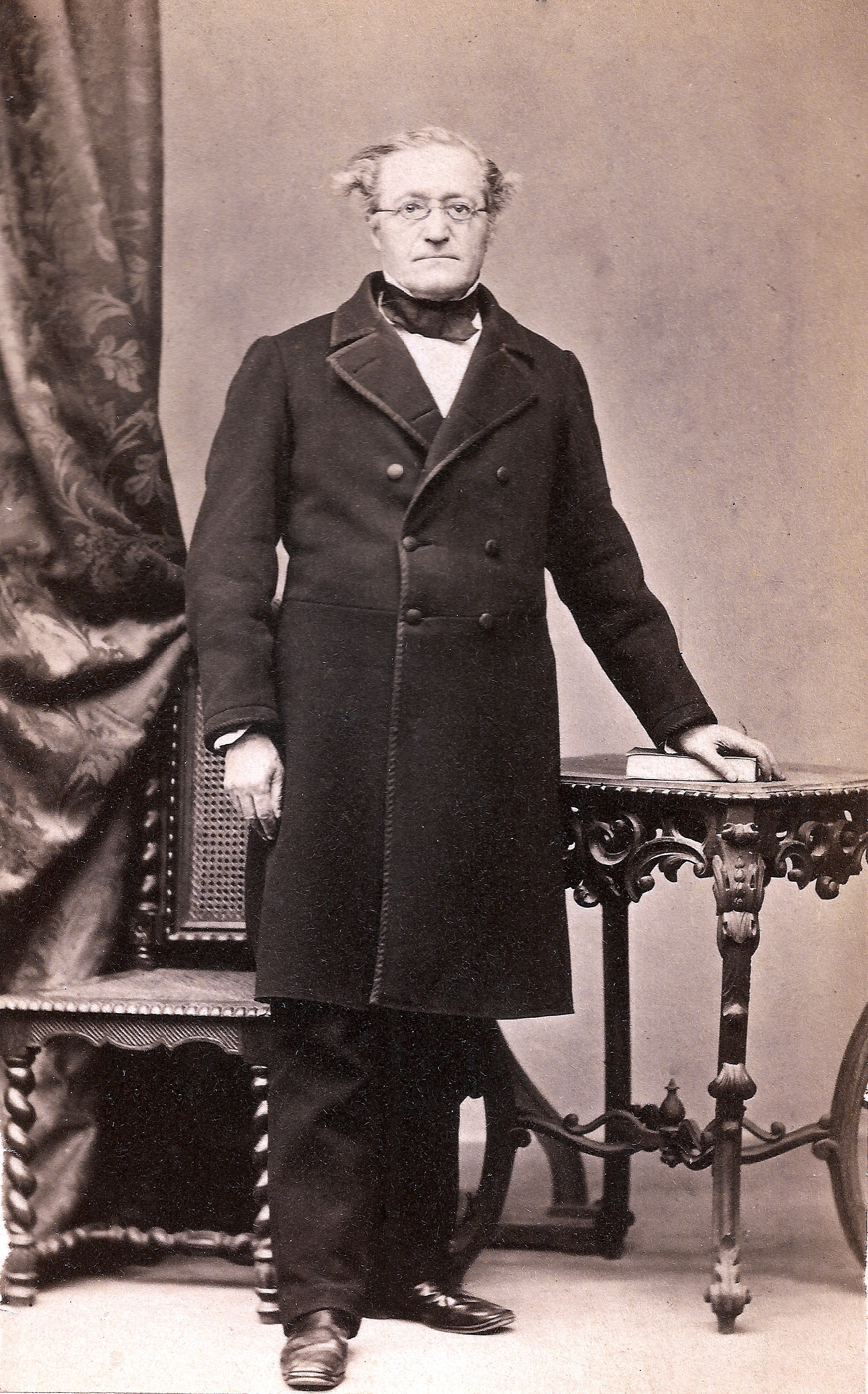
Johannes Mährlen

- 11. Sophie Charlotte (* 7. Dezember 1817 in Stuttgart; † 22. März 1882 in Gera) ⚭ Alfred Weber, Kaufmann und Geheimer Kommerzienrat in Gera

- 12. Wilhelm August Leopold (* 5. November 1820 in Stuttgart; † 11. Oktober 1860 ebenda) ⚭ Malvine Luise Auguste Wächter, Tochter des Geheimen Rates und Professors Karl Georg von Wächter